# Cuba Gooding, Jr.
Cuba Gooding, Jr. (2. siječnja 1968.), američki glumac i oskarovac.
Rodio se u Bronxu, New York. Potječe iz glazbene obitelji (majka i otac su mu pjevači). Ima braću Tommya, koji je glazbenik, a drugi brat Omar je također glumac. Otac je napustio obitelj kad je imao šest godina. Kasnije se često selio. Pohađao je čak 4 srednje škole, a u tri od njih bio je predsjednik razreda. Nakon srednje škole, tri godine učio je japanske borilačke vještine prije nego što se fokusirao na glumu. U dosadašnjoj karijeri ostvario je četrdesetak uloga, a neki od njih su: Malo dobrih ljudi, Časni ljudi, (partner Robert de Niro) Jack Munja, Pearl Harbor, Bolje ne može, Jerry Maguire, Red Tails. Za ulogu sportaša na kraju karijere osvojio je Oskara.
U 13. godini postao je preporođeni kršćanin. Nastupio je na Olimpijskim igrama 1984. kao break dancer. Snimio je i kampanju za donje rublje Hanes. Od 1994. godine je sretno oženjen sa svojom srednjoškolskom ljubavi Sarom. Ima troje djece.

## Vanjske poveznice
- Cuba Gooding, Jr. u internetskoj bazi filmova IMDb-u (engl.)